# إديث باري
إديث باري (بالإنجليزية: Edith Barry)‏ هي رسامة ورسامة توضيحية أمريكية، ولدت في 1884، وتوفيت في 1960.